# 北見抗争
北見抗争（きたみこうそう）とは、1985年（昭和60年）8月1日午前10時すぎから、1986年（昭和61年）1月15日まで行われた稲川会（1985年（昭和60年）10月までの会長は稲川聖城、本名は稲川角二。それ以降の会長は石井隆匡、本名は石井進）と一和会（会長は山本広）との暴力団抗争事件。

## 北見抗争勃発まで
1984年（昭和59年）7月2日、北海道北見市で、稲川会稲川一家岸本組（組長は岸本卓也）星川組（組長は星川濠希）の組員が、一和会加茂田組（組長は加茂田重政）花田組（加茂田組北海道支部。組長は花田章）系大西組組事務所に散弾銃で銃弾10数発を撃ち込んだ。この時は突発的な衝突で済んだが、翌1985年（昭和60年）7月30日夜に北見市山下町のスナックで花田と星川が遭遇。席上、7月に星川組組員が起こした北見市公共職業安定所での雇用保険訴訟に話が及び、花田が星川に「ヤクザがやることではない」と発言した。

## 北見抗争
8月1日午前10時、花田は妻と組員を連れて自宅から500メートルほど離れたスーパー「ベアーズ高栄店」に開店と同時に入った。一通り買い物を済ませ北側玄関口から退店しようとした際、二人の星川組幹部が2メートルの距離からタイタン25口径の銃弾を5発花田に向けて銃撃。花田組組員は右腕を銃弾1発撃たれたものの軽傷で済み、銃撃した二人を追った。二人はスーパーマーケットの正面駐車場に待たせていた車に乗り込んで逃走し、津別町で行われていた検問を突破したが、パトカーに追跡された挙句逮捕された。
花田と組員は救急車で北見中央病院に搬送されたが、花田は4日午後5時30分に脳挫傷で死亡。8月2日には加茂田組若頭・飯田時麿が加茂田組組員10数人を連れて北見市に入り、一方で北海道内や内地からの稲川会系の組員も北見市に集結。8月5日未明には札幌市の花田組本部事務所のドアに銃弾4発が撃ち込まれた。
花田の密葬は8月8日に北見市の天恵寺で行われ、飯田時麿が名代を務めた。加茂田重政は保釈中の身分で参列しなかったものの、一和会本部長・松本勝美（松美会会長）、一和会副本部長・中川憲治（中川連合会会長）、一和会副幹事長・吉田好延、一和会常任理事・東健二が参列した。花田組は、若頭・丹羽勝治が二代目花田組を継承した。
そんな最中、山本広（山広組組長）、松本、一和会特別相談役・大川覚（大川組組長）、一和会組織委員長・北山悟（北山組組長）が加茂田重政を抑え、稲川会と関東二十日会との間で仲裁を講じる。8月12日には兵庫県神戸市で、関東二十日会加盟の日本国粋会と松葉会が、加茂田重政に五分と五分の手打ちを勧告。8月26日に小樽市郊外の朝里川温泉で、加茂田組花田組と岸本組星川組は手打ちとなった。

## 抗争の再燃
1985年（昭和60年）10月に稲川聖城は、稲川会会長を五代目横須賀一家総長・石井隆匡に譲り、稲川会総裁に就任。間も無く、11月19日午後11時35分、花田組幹部3人が北見市山下町1丁目STビル2階のキャバレー「北海道」にいた星川と組員を射殺。星川は頭、胸、肩に6発の銃弾を受け、組員は腹に1発の銃弾を受けていた。射殺した3人は20日午後に留辺蘂町で緊急逮捕された。
星川の通夜は22日に営まれ、約600人が参列。翌23日午前10時から北見市の星川宅で葬儀が行われ、約600人が参列したが、北見警察署は警察官200人を動員して星川宅周辺を警戒した。
12月11日午後5時頃に北見市北進町の食料品店「マルマサ商店」横の駐車場で、花田組佐藤組幹部が車を駐車したところ、肩や背中などに銃弾9発を撃たれた。銃撃された佐藤組幹部は、近くの病院に搬送されたが死亡。翌12日午後12時45分には北見市緑ヶ丘5丁目で乗用車を運転していた花田組佐藤組組員が、並走していたライトバンから胸を銃撃された。銃撃された佐藤組組員は北見市の病院に搬送され、緊急手術を受けて一命を取り留めた。佐藤組組員を銃撃した星川組幹部2人とライトバンを運転していた星川組幹部は、北見警察署と北海道警北見方面本部に逮捕され、取調べの席で11日の佐藤組幹部の射殺事件も自供した。
手打ちが行われた後での抗争再燃ということもあって、一和会幹事長・佐々木将城（佐々木道雄とも名乗った。佐々木組組長）が中心となり稲川会との手打ち交渉を進め、1986年（昭和61年）1月15日午前11時、白老町虎杖浜のホテル「いずみ」で、稲川会と一和会の手打ち式が開始された。取持人は司政会議一宇憂國社青年隊代表の平野哲。一和会側から幹部6人、稲川会側から幹部6人が出席した。
その後、星川と組員を射殺した花田組幹部3人は、それぞれ懲役18年、懲役16年、懲役16年の判決を受けた。花田を射殺した星川組幹部2人は、それぞれ懲役18年、懲役16年の判決を受けた。12月に佐藤組幹部・組員を襲撃した星川組幹部3人は、それぞれ懲役20年、懲役18年、懲役16年の判決を受けた。

## 北見抗争関連のオリジナルビデオ
- 石原興監督『実録・北海道やくざ戦争 北海の挽歌』企画・制作：村上劇画プロ / 原案：村上和彦 / 出演：遠藤憲一、清水健太郎（2003年、GPミュージアムソフト）
- 辻裕之監督『実録・手打ち破り』企画：OZAWA / 主演：本宮泰風（2007年、コンセプトフィルム / GPミュージアムソフト）